# 61 Данаја
61 Данаја (61 Danaë) је астероид главног астероидног појаса са пречником од приближно 82,04 km.
Афел астероида је на удаљености од 3,487 астрономских јединица (АЈ) од Сунца, а перихел на 2,479 АЈ.
Ексцентрицитет орбите износи 0,169, инклинација (нагиб) орбите у односу на раван еклиптике 18,225 степени, а орбитални период износи 1882,303 дана (5,153 година).
Апсолутна магнитуда астероида је 7,68 а геометријски албедо 0,222.
Астероид је откривен 9. септембра 1860. године.